# Букуев, Имран Ризванович
Имран Ризванович Букуев (род. 27 февраля 1996 года) — российский боец смешанных боевых искусств чеченского происхождения, представитель наилегчайшей весовой категории. Выступает на профессиональном уровне с 2015 года, известен по участию в турнирах престижных бойцовских организаций ACA, WFCA. Действующий чемпион ACA в наилегчайшем весе.

## Спортивные достижения
- ACA
  - Чемпион в наилегчайшем весе.

## Статистика ММА
| Боёв 16  | Побед 14 | Поражений 2 |
| -------- | -------- | ----------- |
| Нокаутом | 1        | 0           |
| Сдачей   | 7        | 1           |
| Решением | 6        | 1           |

| Результат | Рекорд | Соперник                      | Способ                             | Турнир                                               | Дата            | Раунд | Время | Место             | Примечание                             |
| --------- | ------ | ----------------------------- | ---------------------------------- | ---------------------------------------------------- | --------------- | ----- | ----- | ----------------- | -------------------------------------- |
| Победа    | 14-2   | Арен Акопян                   | Сабмишном (удушение сзади)         | ACA 136: Букуев - Акопян                             | 26 февраля 2022 | 2-    | 3:17  | Москва, Россия    | Завоевал титул ACA в наилегчайшем весе |
| Победа    | 13-2   | Майкон Сильван                | Решением (единогласным)            | ACA 130: Дудаев - Прайа                              | 4 октября 2021  | 3     | 5:00  | Грозный, Россия   |                                        |
| Победа    | 12-2   | Артём Кириченко               | Сабмишном (удушение сзади)         | ACA 117: Багов - Сильверио                           | 12 февраля 2021 | 1     | 4:26  | Москва, Россия    |                                        |
| Поражение | 11-2   | Азамат Пшуков                 | Сабмишном (удушение сзади)         | ACA 112: Жубилеу - Дудаев                            | 4 октября 2020  | 2     | 2:00  | Грозный, Россия   |                                        |
| Победа    | 11-1   | Мигель Фелипе Бунес да Сильва | Решением (единогласным)            | ACA 105: Шахбулатов - Жубилеу                        | 6 марта 2020    | 3     | 5:00  | Алматы, Казахстан |                                        |
| Победа    | 10-1   | Алан Гомеш де Кастро          | Нокаутом (удар)                    | ACA 100 Грозный                                      | 4 октября 2019  | 3     | 0:20  | Грозный, Россия   |                                        |
| Победа    | 9-1    | Даррен Мима                   | Решением (единогласным)            | ACA 91 Absolute Championship Akhmat                  | 26 января 2019  | 3     | 5:00  | Грозный, Россия   |                                        |
| Поражение | 8-1    | Азам Гафоров                  | Решением (единогласным)            | WFCA 50 Emelianenko vs. Johnson                      | 18 августа 2018 | 5     | 5:00  | Москва, Россия    |                                        |
| Победа    | 8-0    | Флавио де Кейроз              | Решением (единогласным)            | WFCA 48 Zhamaldaev vs. Khasbulaev 2                  | 4 мая 2018      | 3     | 5:00  | Баку, Азербайджан |                                        |
| Победа    | 7-0    | Алексей Шапошников            | Сабмишном (удушение сзади)         | WFCA 45 Grozny Battle                                | 24 февраля 2018 | 3     | 3:27  | Грозный, Россия   |                                        |
| Победа    | 6-0    | Сотир Кичуков                 | Решением (единогласным)            | WFCA 43 Grozny Battle                                | 4 октября 2017  | 3     | 5:00  | Грозный, Россия   |                                        |
| Победа    | 5-0    | Азатбек Анарбай               | Сабмишном (удушение сзади)         | WFCA 33 Grozny Battle                                | 4 февраля 2017  | 2     | 4:02  | Грозный, Россия   |                                        |
| Победа    | 4-0    | Шамиль Гаджиев                | Сабмишном (удушение треугольником) | WFCA 27 Grozny Battle                                | 10 октября 2015 | 1     | 1:20  | Грозный, Россия   |                                        |
| Победа    | 3-0    | Иван Андрущенко               | Решением (единогласным)            | WFCA 11 - Grozny Battle                              | 29 ноября 2015  | 2     | 5:00  | Грозный, Россия   |                                        |
| Победа    | 2-0    | Иса Сулейманов                | Сабмишном (удушение сзади)         | World Fighting Championship Akhmat - Benoy Battle    | 14 июня 2015    | 1     | 2:10  | Беной, Россия     |                                        |
| Победа    | 1-0    | Валентин Каратсев             | Сабмишном (удушение сзади)         | World Fighting Championship Akhmat - Grozny Battle 2 | 16 мая 2015     | 1     | 2:10  | Грозный, Россия   | Дебют в ММА                            |